# Opius inflatipectus
Opius inflatipectus är en stekelart som beskrevs av Fischer 1989. Opius inflatipectus ingår i släktet Opius och familjen bracksteklar. Inga underarter finns listade i Catalogue of Life.